# Jeon Ha-young
Jeon Ha-young (n. 18 august 2001, Daejeon, Coreea de Sud) este o scrimeră sud-coreeană, medaliată olimpică. A participat la o ediție a Jocurilor Olimpice (2024) în care a câștigat o medalie de argint.